# Autostrada A9 (Franța)
Autostrada A9, numită La Languedocienne (între orașul Orange și nodul rutier cu A61 la Narbonne) și La Catalane (de la A61 până la granița spaniolă), este o autostradă franceză care începe de la bifurcația cu A7 la Orange, în direcția Marsilia (sens Nord-Sud), sau în direcția Lyon (sens Sud-Nord) prin nodul rutier din Orange, pe teritoriul comunei Orange. Se termină la granița cu Spania, la racordul cu autostrada spaniolă AP-7, pe teritoriul comunei Le Perthus, în departamentul Pyrénées-Orientales. Autostrada face parte din drumurile europene E15 și E80.
Autostrada traversează departamentele Vaucluse (regiunea Provence-Alpes-Côte d'Azur), Gard, Hérault, Aude și Pyrénées-Orientales (regiunea Occitanie). Această autostradă deservește, printre altele, orașele Perpignan (Pyrénées-Orientales), Narbonne (Aude), Béziers, Sète, Montpellier (Hérault), Nîmes (Gard) și Orange (Vaucluse).
Autostrada A9 este concesionată companiei Autoroutes du Sud de la France (ASF). Postul de radio Radio Vinci Autoroutes (107.7 FM) funcționează pe A9 în sectorul ASF. A9 face parte din zona EST a rețelei ASF.

## Istoric

### Proiect
Lucrările la proiectul autostrăzii Languedoc au fost luate în considerare în anii 1960 și au fost realizate pe parcursul a aproape douăzeci de ani, în două etape. Prima etapă, între Orange și Narbonne, a început în 1962 sub denumirea de A9. A doua etapă, între Narbonne și Le Perthus, la granița cu Spania, a început în 1971 sub denumirea de B9. Autostrada a fost complet finalizată și dată în folosință în 1978.

### Realizarea
Prima convenție de concesiune cu Société de l'Autoroute de la vallée du Rhône (SAVR) a fost semnată la 21 martie 1966. Această convenție a marcat începutul oficial al lucrărilor pentru construcția autostrăzii, care urma să lege regiunea Languedoc de rețeaua rutieră franceză.
Declarat de utilitate publică în 1962, primul tronson, numit centura de ocolire Montpellier, secțiunea Vendargues - Saint-Jean-de-Védas, a fost pus în funcțiune la 18 decembrie 1967. Această secțiune a fost una dintre primele porțiuni ale autostrăzii A9, destinată să îmbunătățească traficul în zona Montpellier.
Ultimul tronson, între Narbonne și Perpignan, a fost deschis circulației la 28 mai 1978. Întregul traseu a fost redenumit A9 în 1982.

### Amenajările ulterioare
Construită inițial cu 2 benzi pe sens, autostrada A9 a fost extinsă complet la 2x3 benzi între 1987 și 2015, pentru a răspunde nevoilor crescânde de trafic și pentru a îmbunătăți siguranța și fluiditatea circulației.
În urma dezbaterii publice din 2006 privind politica de transport în valea Ronului și arcul languedocian, ministerele implicate (Ecologie, Energie, Dezvoltare Durabilă, Mare) au concluzionat că „lărgirea autostrăzilor A7 și A9 nu este reținută. Un nou punct de evaluare a fost stabilit pentru cinci ani mai târziu.”
În 2010, nodul rutier Béziers-Est (ieșirea nr. 35) a fost desființat în favoarea unui nod rutier cu autostrada A75. În plus, această ieșire a devenit inutilă odată cu crearea ieșirii nr. 64 pe autostrada A7, care servește drept noua ieșire Béziers-Est. Spre deosebire de ieșirea nr. 35 de pe A9, cea de pe A75 este gratuită (doar în sensul Clermont-Ferrand-Béziers, deoarece în celălalt sens șoferii tocmai au plătit ieșirea de pe A9).
În 2016, au avut loc lucrări de reamenajare a intersecției cu autostrada A61 pentru a fluidiza acest important nod rutier. Lucrările urmau să continue până în 2019.

### Dublarea autostrăzii la nivelul Montpellier
În 2013, au fost lansate lucrările de mutare a autostrăzii în zona orașului Montpellier pentru a separa traficul local de cel de tranzit, cu scopul de a reduce ambuteiajele. O nouă secțiune de 12 km, cu 2x3 benzi, a fost construită între Saint-Jean-de-Védas și Baillargues și a fost deschisă în întregime pe 31 mai 2017. Concesionată către ASF și rezervată traficului de tranzit, această secțiune a preluat denumirea de A9. Traseul acestei autostrăzi a fost coordonat cu linia feroviară pentru ocolirea orașelor Nîmes și Montpellier, pentru a minimiza impactul asupra mediului.
Secțiunea existentă de 23 de kilometri a primit numele de A709 și rămâne concesionată companiei ASF, fiind totodată gratuită. Aceasta asigură un rol de deservire locală pentru aglomerația Montpellier.

## Traseu
| De la A7 până la ieșirea 43 (secțiune cu taxă în sistem închis, concesionată companiei ASF)      | |             |
| Intersecție                                                                                      | Nod rutier între A7 și A9 (Nodul rutier Orange): Lyon, Valence și Montélimar (nod rutier parțial).                                       | A7 E15      |
| 21 - Orange centre                                                                               | Orașe deservite: A7 (Marsilia), Carpentras, Orange, Vaison-la-Romaine.                                                                   | A7          |
| A9 E15                                                                                           | |             |
|                                                                                                  | Pod peste Rhône. |             |
|                                                                                                  | Trecerea din departamentul Vaucluse în departamentul Gard. Trecerea din regiunea Provence-Alpes-Côte d'Azur în regiunea Occitanie.       |             |
|                                                                                                  | Zona de odihnă Roquemaure (în ambele sensuri).                                                                                           |             |
| 22 - Roquemaure                                                                                  | Orașe deservite: Avignon, Pont-Saint-Esprit, Bagnols-sur-Cèze, Villeneuve-lès-Avignon, Roquemaure, Zona Industrială L'Ardoise, Marcoule. | RD6580      |
|                                                                                                  | Zona de servicii Tavel (în ambele sensuri).                                                                                              |             |
|                                                                                                  | Zona de odihnă Estézargues (în ambele sensuri).                                                                                          |             |
| 23 - Remoulins                                                                                   | Orașe deservite: Beaucaire, Tarascon, Avignon, Uzès, Remoulins, Vers-Pont-du-Gard.                                                       | RN100       |
|                                                                                                  | Zona de odihnă Lédenon (în ambele sensuri).                                                                                              |             |
|                                                                                                  | Zona de servicii Nîmes - Marguerittes (în ambele sensuri).                                                                               |             |
| 24 - Nîmes est                                                                                   | Orașe deservite: Beaucaire, Tarascon, Nîmes-centru, Nîmes-Courbessac, Vers-Pont-du-Gard.                                                 | RD6086      |
| Intersecție                                                                                      | Nod rutier între A54 și A9: Marsilia, Aix-en-Provence, Arles, Aeroportul Nîmes-Alès-Camargue-Cévennes, Nîmes-centru.                     | A54 E80     |
| 25 - Nîmes ouest                                                                                 | Orașe deservite: Alès, Nîmes-cartierele de vest.                                                                                         | RN106 RN113 |
| A9 E15 E80                                                                                       | |             |
|                                                                                                  | Zona de odihnă Milhaud (în ambele sensuri).                                                                                              |             |
|                                                                                                  | Limitare la 130 km/h (în ambele sensuri).                                                                                                |             |
|                                                                                                  | Zona de odihnă Vergèze (în ambele sensuri).                                                                                              |             |
| 26 - Gallargues                                                                                  | Orașe deservite: Vauvert, Le Grau-du-Roi, Aigues-Mortes, Aimargues.                                                                      | RD6313      |
|                                                                                                  | Viaductul Vidourle. |             |
|                                                                                                  | Trecerea din departamentul Gard în departamentul Hérault                                                                                 |             |
|                                                                                                  | Zona de servicii Ambrussum (în ambele sensuri).                                                                                          |             |
| 27 - Lunel                                                                                       | Orașe deservite: La Grande-Motte, Sommières, Lunel.                                                                                      |             |
|                                                                                                  | Zona de odihnă Nabrigas (sens Lyon > Spania).                                                                                            |             |
| Intersecție                                                                                      | Nod rutier între A709 și A9: A750 Clermont-Ferrand, Montpellier (nod rutier parțial).                                                    | A709 A750   |
|                                                                                                  | Centura de ocolire Montpellier: secțiune fără ieșire, zonă de odihnă sau de servicii.                                                    |             |
|                                                                                                  | Viaductul Lez-Lironde. |             |
| Intersecție                                                                                      | Nod rutier între A709 și A9: Montpellier (nod rutier parțial).                                                                           | A709        |
|                                                                                                  | Zona de servicii Montpellier - Fabrègues (în ambele sensuri).                                                                            |             |
|                                                                                                  | Zona de odihnă Gigean (în ambele sensuri).                                                                                               |             |
| 33 - Sète                                                                                        | Orașe deservite: Sète, Mèze, Balaruc-le-Vieux, Frontignan.                                                                               | RD600       |
|                                                                                                  | Zona de odihnă Loupian-Georges Brassens (sens Spania > Lyon).                                                                            |             |
|                                                                                                  | Zona de odihnă Mèze (sens Lyon > Spania).                                                                                                |             |
|                                                                                                  | Zona de odihnă Florensac (în ambele sensuri).                                                                                            |             |
|                                                                                                  | Viaductul Hérault. |             |
| 34 - Agde - Pézenas                                                                              | Orașe deservite: Bessan, Saint-Thibéry, Vias, Agde, Pézenas.                                                                             | RD612A      |
|                                                                                                  | Zona de servicii Béziers - Montblanc (în ambele sensuri).                                                                                |             |
| Intersecție                                                                                      | Nod rutier între A75 și A9: Clermont-Ferrand, Millau, Béziers, Valras-Plage, Sérignan, Aeroportul Béziers Cap d'Agde.                    | A75         |
|                                                                                                  | Viaductul Orb. |             |
| 36 - Béziers ouest                                                                               | Orașe deservite: Castres, Mazamet, Valras-Plage, Vendres, Saint-Pons-de-Thomières, Béziers-Faubourg Saint-Nazaire.                       |             |
|                                                                                                  | Zona de odihnă Lespignan (în ambele sensuri).                                                                                            |             |
|                                                                                                  | Viaductul Aude. |             |
|                                                                                                  | Trecerea din departamentul Hérault în departamentul Aude                                                                                 |             |
|                                                                                                  | Zona de servicii Narbonne - Vinassan (în ambele sensuri).                                                                                |             |
|                                                                                                  | Limitare la 130 km/h (sens Lyon > Spania).                                                                                               |             |
| 37 - Narbonne est                                                                                | Orașe deservite: Narbonne-centru, Gruissan, Narbonne-Plage.                                                                              |             |
| 38 - Narbonne sud                                                                                | Orașe deservite: Narbonne-La Coupe, Centru Rutier - Croix Sud, Zona industrială Plaisance, Saint-Jean-de-Barrou.                         | RD6009      |
| Intersecție                                                                                      | Nod rutier între A61 și A9: Toulouse, Carcassonne.                                                                                       | A61         |
| A9 E15                                                                                           | |             |
|                                                                                                  | Zona de odihnă Prat-de-Cest (sens Spania > Lyon).                                                                                        |             |
|                                                                                                  | Zona de odihnă Bages (sens Lyon > Spania).                                                                                               |             |
| 39 - Sigean                                                                                      | Orașe deservite: Port-la-Nouvelle, Sigean.                                                                                               | RD6139      |
|                                                                                                  | Zona de odihnă Gasparets (sens Lyon > Spania).                                                                                           |             |
|                                                                                                  | Zona de odihnă Sigean (sens Spania > Lyon).                                                                                              |             |
|                                                                                                  | Zona de servicii Lapalme (în ambele sensuri).                                                                                            |             |
| 40 - Leucate                                                                                     | Orașe deservite: Caves, Leucate, Port-la-Nouvelle, Salses-le-Château.                                                                    | RD627       |
|                                                                                                  | Zona de odihnă Fitou (în ambele sensuri).                                                                                                |             |
|                                                                                                  | Trecerea din departamentul Aude în departamentul Pyrénées-Orientales                                                                     |             |
|                                                                                                  | Zona de servicii Le Château de Salses (în ambele sensuri).                                                                               |             |
| 41 - Perpignan nord                                                                              | Orașe deservite: Perpignan-centru, Canet-en-Roussillon, Le Barcarès, Aeroportul Perpignan–Rivesaltes, Salses-le-Château.                 | RD83 RD900  |
|                                                                                                  | Zona de odihnă Rivesaltes (sens Spania > Lyon).                                                                                          |             |
|                                                                                                  | Zona de odihnă Pia (sens Lyon > Spania).                                                                                                 |             |
|                                                                                                  | Viaductul Saint-Cloud. |             |
|                                                                                                  | Viaductul Saint-Cloud. |             |
| 42 - Perpignan sud                                                                               | Orașe deservite: Andorra, Perpignan-centru, Prades, Argelès-sur-Mer, Thuir, Perpignan-Grand Saint-Charles.                               | RD914       |
|                                                                                                  | Zona de odihnă Les Pavillons (în ambele sensuri).                                                                                        |             |
|                                                                                                  | Zona de servicii Le Village Catalan (în ambele sensuri).                                                                                 |             |
| Punct de taxare                                                                                  | Punctul de taxare Boulou. |             |
| 43 - Le Boulou                                                                                   | Orașe deservite: Port-Vendres, Argelès-sur-Mer, Céret, Le Boulou, Vama T.I.R.                                                            | RD115       |
| De la ieșirea 43 până la granița cu Spania (secțiune cu taxă în sistem deschis concesionată ASF) | |             |
|                                                                                                  | Viaductul Tech. |             |
|                                                                                                  | Viaductul Calcine. |             |
|                                                                                                  | Viaductul Pox. |             |
|                                                                                                  | Limitare la 110 km/h (sens sens Spania > Lyon).                                                                                          |             |
|                                                                                                  | Zona de odihnă Les Contrôles (în ambele sensuri) - Parcări ale postului vamal de la Perthus.                                             |             |
|                                                                                                  | Viaductul Rome. |             |
|                                                                                                  | Granița dintre Franța și Spania. |             |
| A9 E15                                                                                           | |             |
| E15                                                                                              | |             |

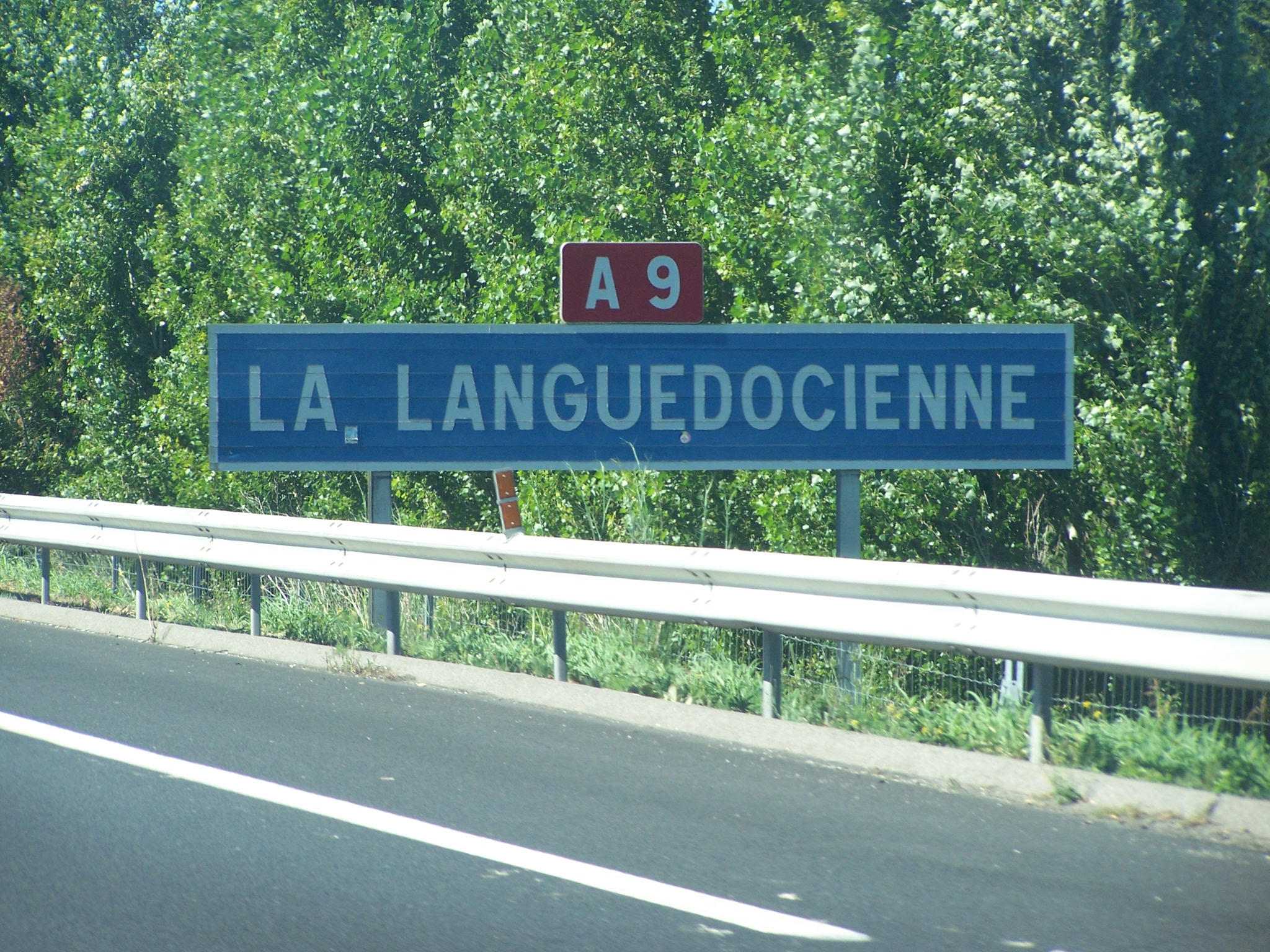
A9: La Languedocienne.
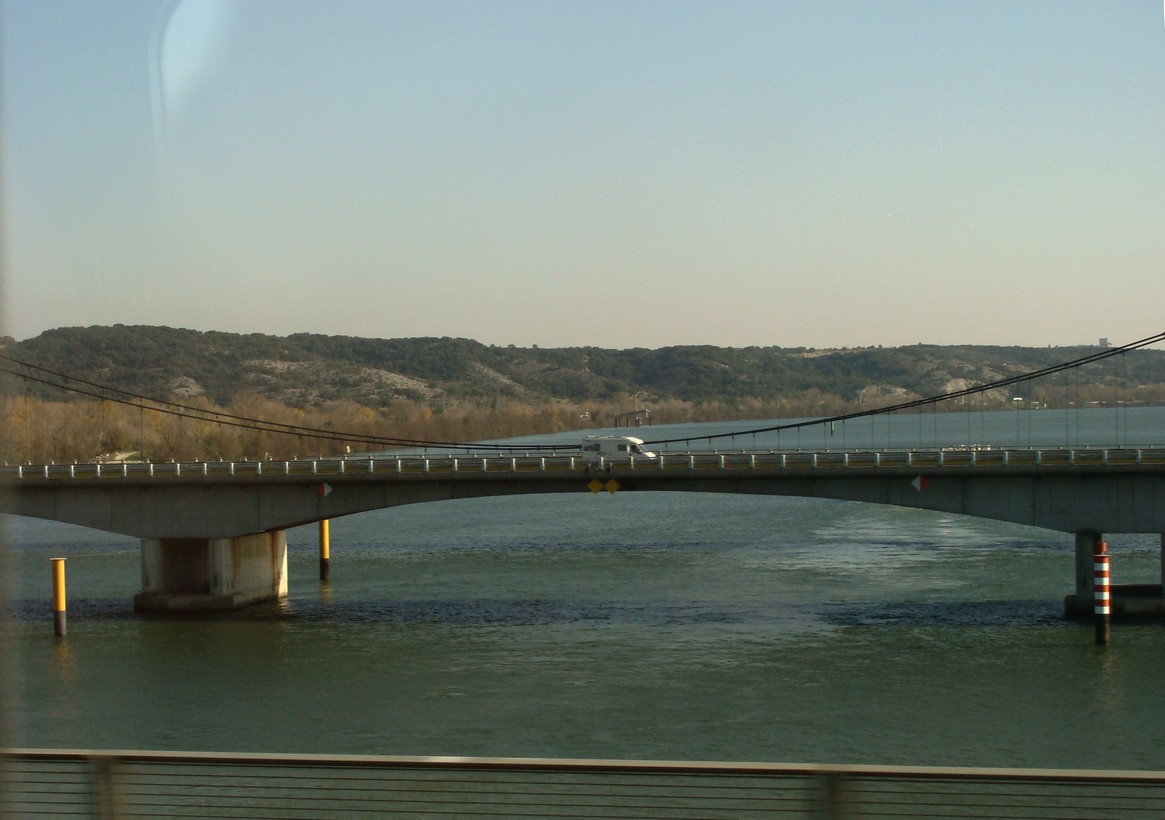
Viaductul peste Rhône la Roquemaure.
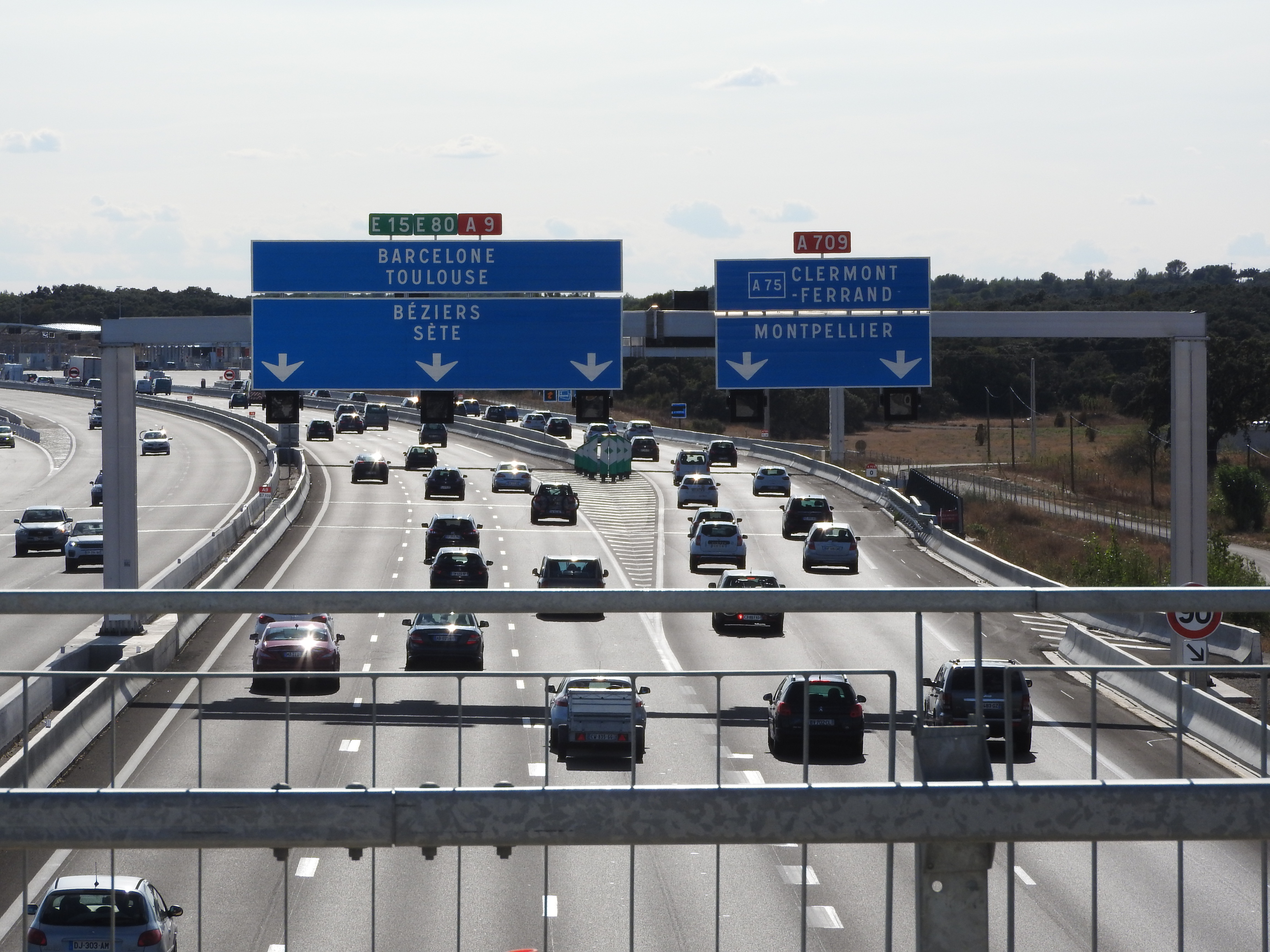
Intersecția dintre A9 și A709 (km 86).
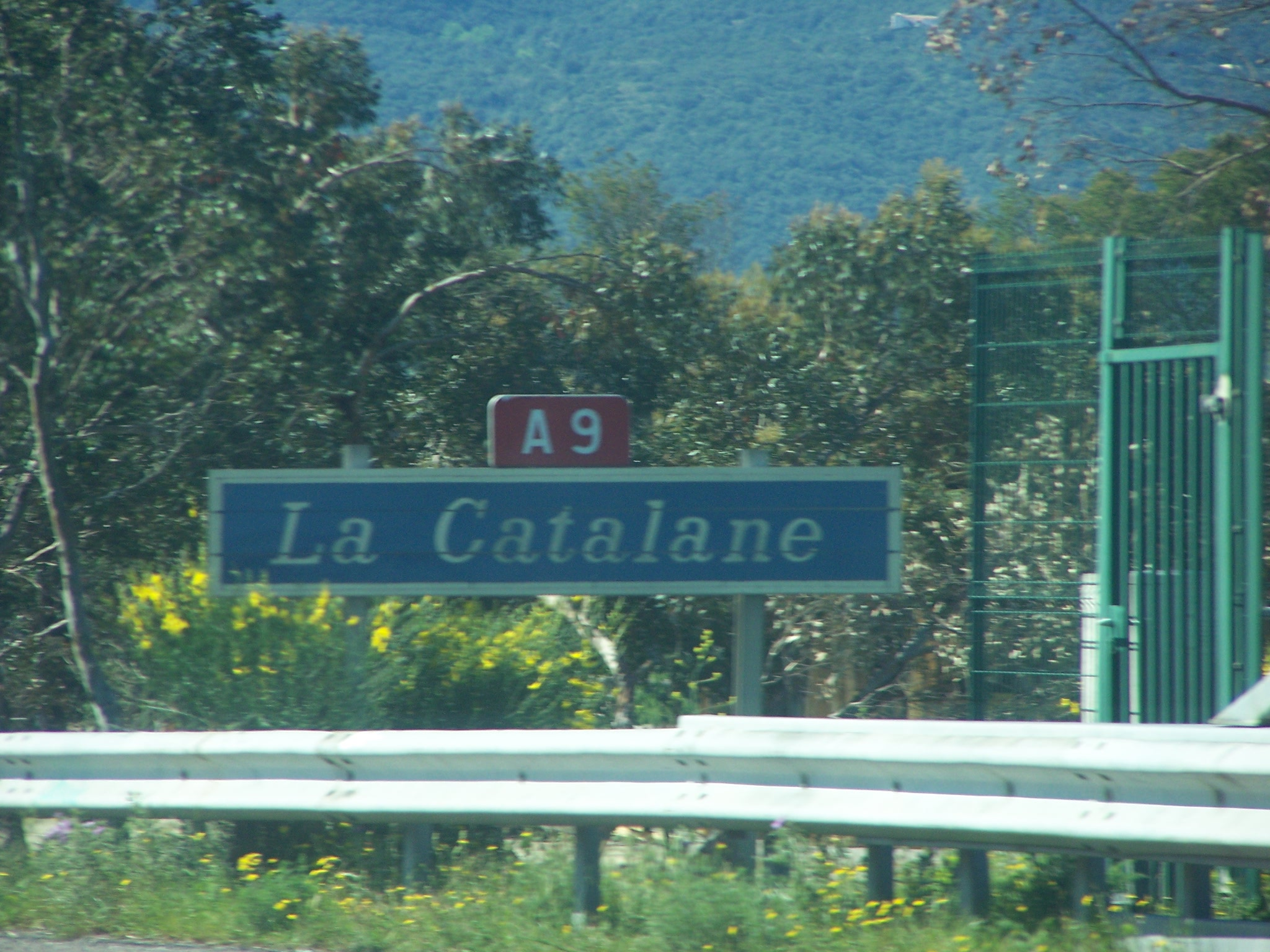
A9 : La Catalane.
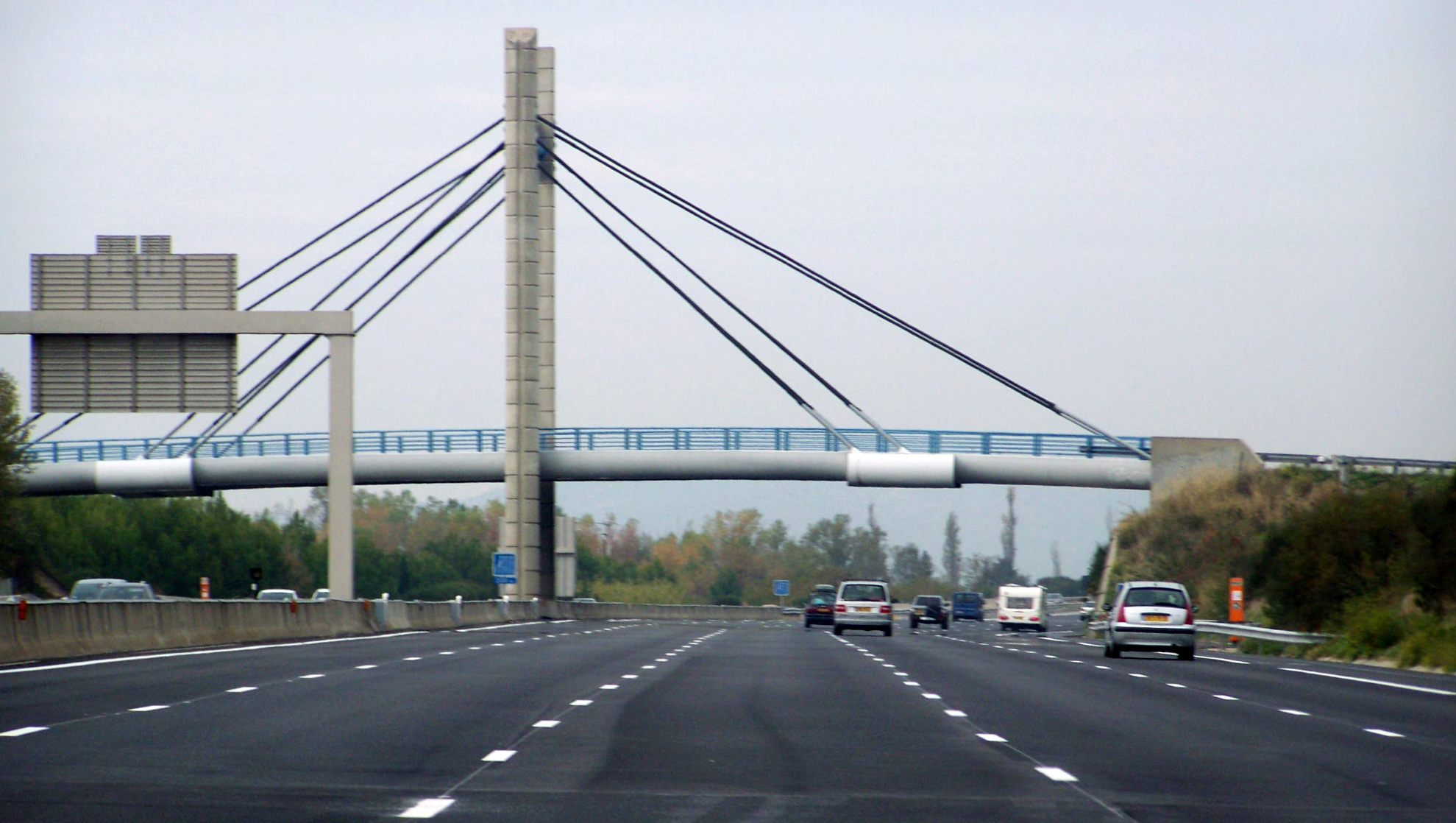
A7 la nivelul joncțiunii: 5 benzi, dintre care cele două din dreapta provin de la fosta A9.
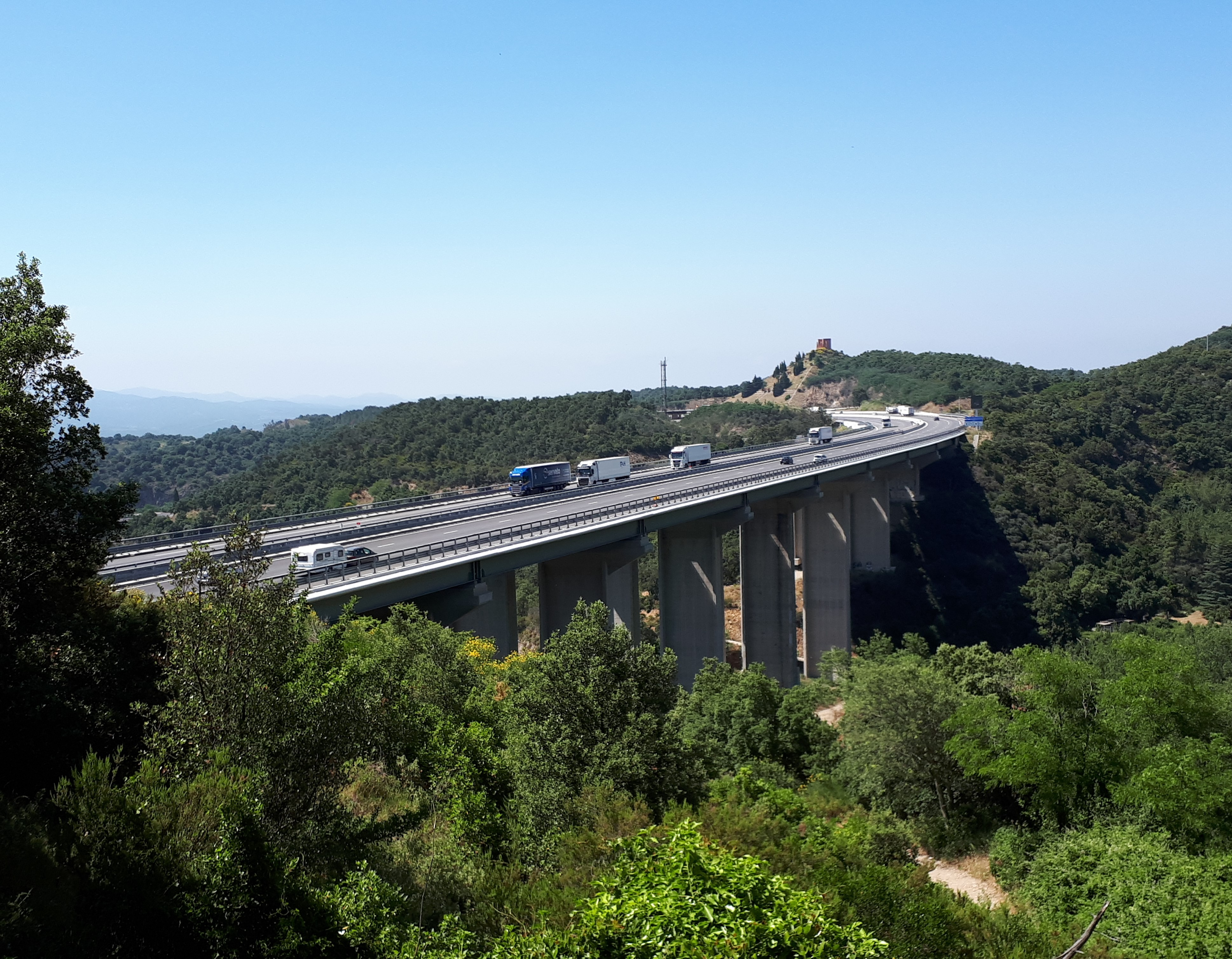
Viaductul de la Rome pe autostrada A9, Col du Perthus.

## Locuri remarcabile
- Orange, Teatrul Antic[4].
- Avignon, Palatul Papilor.
- Tavel
- Vers-Pont-du-Gard, Pont du Gard[5].
- Nîmes, Arenele din Nîmes[6], Maison Carrée.
- Montpellier
- Béziers, Ecluzele de la Fonseranes[7].
- Narbonne
- Plajele Mediteranei
- Perpignan, Fortăreața de la Salses
- Vârful Canigou[n 3], Linia Cerdagne (numită familiar Trenul Galben)[8][9].
- Col du Perthus[n 4] (granița franco-spaniolă), reprezintă de asemenea o limită între autostrăzile A9 și AP7.